# Girolamo Mei
Girolamo Mei (ur. 27 maja 1519 we Florencji - zm. w lipcu 1594 w Rzymie) – włoski humanista, filolog klasyczny, badacz starogreckiej teorii muzyki. Znał klasyczną grekę i pomagał swojemu nauczycielowi, filozofowi P. Vettoriemu, opracowywać krytyczne wydanie dzieł greckich tragików i filozofów. Działał w ośrodkach akademickich Włoch (Florencja, Rzym, Padwa), a także we Francji (Lyon).
Był związany ideologicznie z członkami Cameraty Florenckiej, a zwłaszcza z Vincenzo Galileim, z którym prowadził obfitą korespondencję. 
Uważa się, że Mei wywarł znaczący wpływ na pisma teoretyczne Vincenzo Galileiego, a tym samym pośrednio na ideologię i twórczość muzyczną Cameraty. Chyba największym jego osiągnięciem było jednak odnalezienie i odczytanie pierwszego w czasach nowożytnych autentycznego zabytku muzyki antycznej - hymnów kitarzysty Mesomedesa z II wieku n.e. Wydał go w roku 1581 Vincenzo Galilei w swoim traktacie Dialogo della musica antica e moderna.

## Ważniejsze pisma
- De modis antiquorum libri IV (1567-73)
- Discorso sopra la musica antica e moderna (wyd. Wenecja 1602, po śmierci autora)
- De nomi delle corde del monocordo
- korespondencja z Vincenzo Galileim (ponad 30 listów)